# پایگاه هوایی آبی مانیواکی/بلوسی‌لیک
پایگاه هوایی آبی مانیواکی/بلوسی‌لیک (به انگلیسی: Maniwaki/Blue Sea Lake Water Aerodrome) یک فرودگاه همگانی است که یک باند فرود آب دارد. این فرودگاه در کشور کانادا قرار دارد و در ارتفاع ۱۷۱ متری از سطح دریا واقع شده‌است.